# Jahr des Glaubens

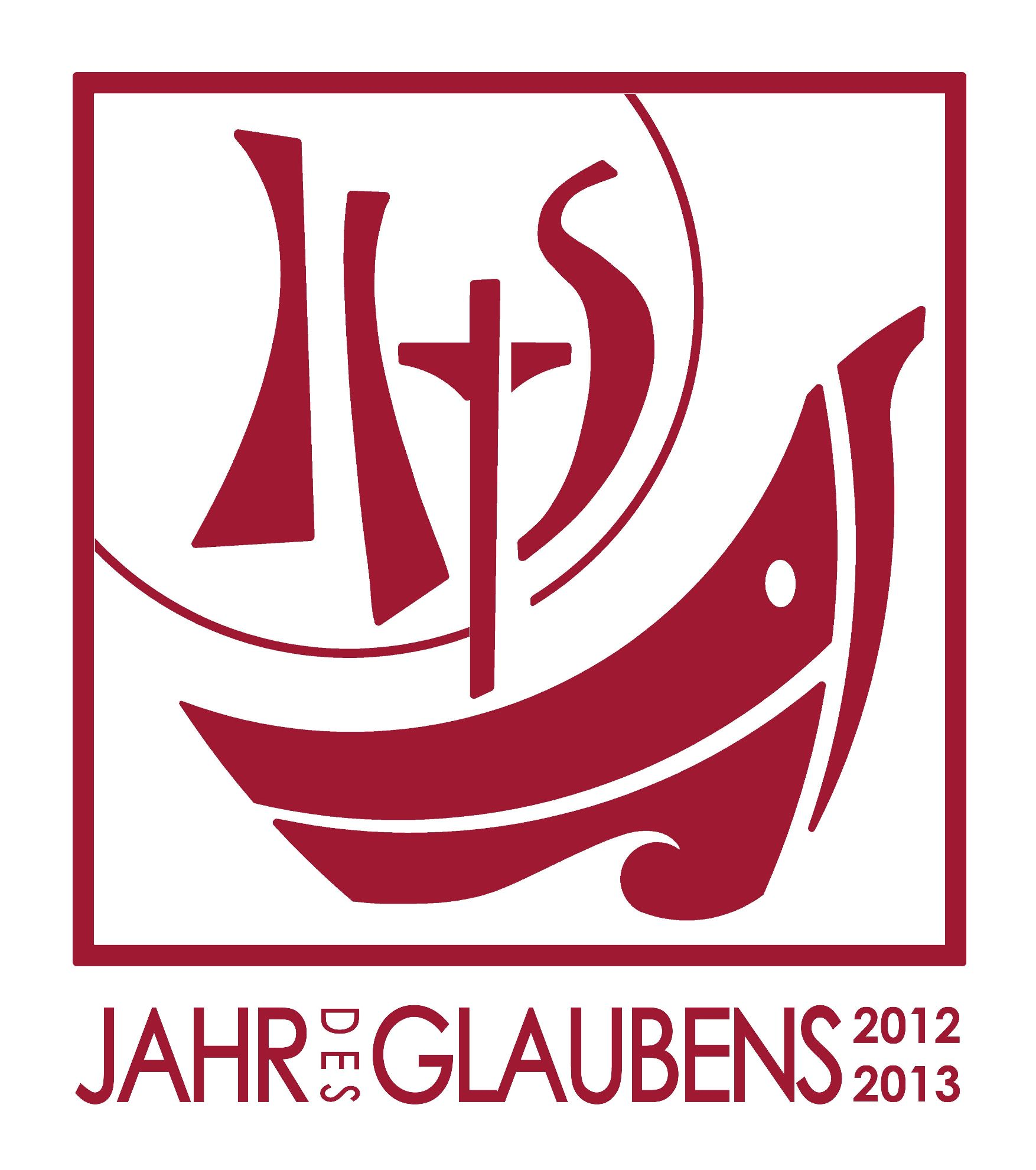
Logo für das Jahr des Glaubens

Das Jahr des Glaubens war ein Themenjahr der römisch-katholischen Kirche vom 11. Oktober 2012 bis zum 24. November 2013, das Papst Benedikt XVI. am 11. Oktober 2011 mit dem Motu proprio Porta fidei ausgerufen hatte. In dieser Zeit sollte „intensiver über den Glauben nachgedacht werden, um allen, die an Christus glauben, zu helfen, ihre Zustimmung zum Evangelium bewußter und stärker werden zu lassen, vor allem in einem Moment tiefgreifender Veränderungen, wie ihn die Menschheit gerade erlebt.“
Bereits Papst Paul VI. hatte 1967 anlässlich der 1900-Jahr-Feier des Martyriums der Apostel Petrus und Paulus ein Jahr des Glaubens ausgerufen.

## Ziele
Benedikt XVI. nannte als Ziele für das Jahr des Glaubens 2012/2013, „die Feier des Glaubens in der Liturgie zu verstärken, besonders in der Eucharistie“, „die Inhalte des Glaubens, der bekannt, gefeiert, gelebt und im Gebet ausgedrückt wird, wiederzuentdecken und über den Glaubensakt selbst nachzudenken.“ Zugleich gehe es darum, „daß das Zeugnis des Lebens der Gläubigen an Glaubwürdigkeit gewinnt.“

## Eröffnung
Das Eröffnungsdatum, der 11. Oktober 2012, wurde mit Blick auf den 50. Jahrestag des Beginns des Zweiten Vatikanischen Konzils und den 20. Jahrestag der Veröffentlichung des Katechismus der Katholischen Kirche gewählt. Auf beide sollte während des Jahres des Glaubens Bezug genommen werden. Der Eröffnungstag fiel in die erste Woche der 13. Ordentlichen Vollversammlung der Bischofssynode in Rom, die unter dem Thema „Die Neuevangelisierung zur Weitergabe des christlichen Glaubens“ stand. Das Themenjahr wurde mit einer Feier der Heiligen Messe durch Papst Benedikt XVI. eröffnet.

## Gestaltung
Bei der Ausgestaltung des Jahres boten bestehende „Pfarrgemeinden, Verbände und geistliche Gemeinschaften“ wie auch „Glaubensangebote im Internet“ ein Fundament, auf dem aufgebaut werden kann. Angesprochen werden sollten diejenigen, die dem Glaubensinhalt, den die Kirche lehrt, bereits mit dem Glaubensakt des Herzens zustimmen, aber auch diejenigen, die noch auf der Suche sind; denn ihr Suchen „stellt eine unauslöschlich ins menschliche Herz eingeschriebene ständige Einladung dar, sich auf den Weg zu machen, um den zu treffen, den wir nicht suchen würden, wenn er uns nicht bereits entgegengekommen wäre.“

## Abschluss
Den Schlusspunkt des Jahres des Glaubens bildete der Christkönigssonntag 2013, der den Abschluss des Kirchenjahres bildet, da das ganze Themenjahr als eine „Aufforderung zu einer echten und erneuerten Umkehr zum Herrn, dem einzigen Retter der Welt“ gedacht ist.